# إلين بومونت
إلين بومونت (بالإنجليزية: Ellen Beaumont)‏ (14 يوليو 1985 في أستراليا - ) هي لاعبة كرة قدم أسترالية في مركز الوسط. لعبت مع Brisbane Roar FC (women) ‏.

## وصلات خارجية
- إلين بومونت على موقع قاعدة بيانات كرة القدم.إي يو (الإنجليزية)